# Obernberg am Inn
Obernberg am Inn är en ort och köpingskommun i Österrike. Den ligger i distriktet Ried im Innkreis i förbundslandet Oberösterreich, 220 kilometer väster om huvudstaden Wien. I norr gränsar kommunen till floden Inn som här utgör gräns mot Bayern i Tyskland.